# دهستان سعیدآباد (شهریار)
دهستان سعیدآباد(شهریار) نام دهستانی در بخش مرکزی شهرستان شهریار، استان تهران در ایران است. بر اساس سرشماری مرکز آمار ایران در سال ۱۳۸۵، جمعیت آن ۱۶۱۷۶ نفر (۴۱۹۰ خانوار) بوده‌است.